# Hercules Inlet
Das Hercules Inlet ist eine 65 km lange und 15 km breite vereiste Bucht an der Küste des westantarktischen Ellsworthlands. Sie bildet einen Teil des südwestlichen Rands des Filchner-Ronne-Schelfeises und markiert die südliche Begrenzung der Zumberge-Küste und die nordwestliche Begrenzung des Queen Elizabeth Land. Nach Westen wird sie durch die südöstliche Flanke der Heritage Range begrenzt, nach Norden durch den Skytrain Ice Rise.
Das Advisory Committee on Antarctic Names benannte die Bucht 1966 nach der Lockheed C-130 Hercules, welche die Unterstützungseinheiten der United States Navy in Antarktika bei der Erstellung von Luftaufnahmen und für den Materialtransport verwenden.